# Jeremy J. P. Fekete

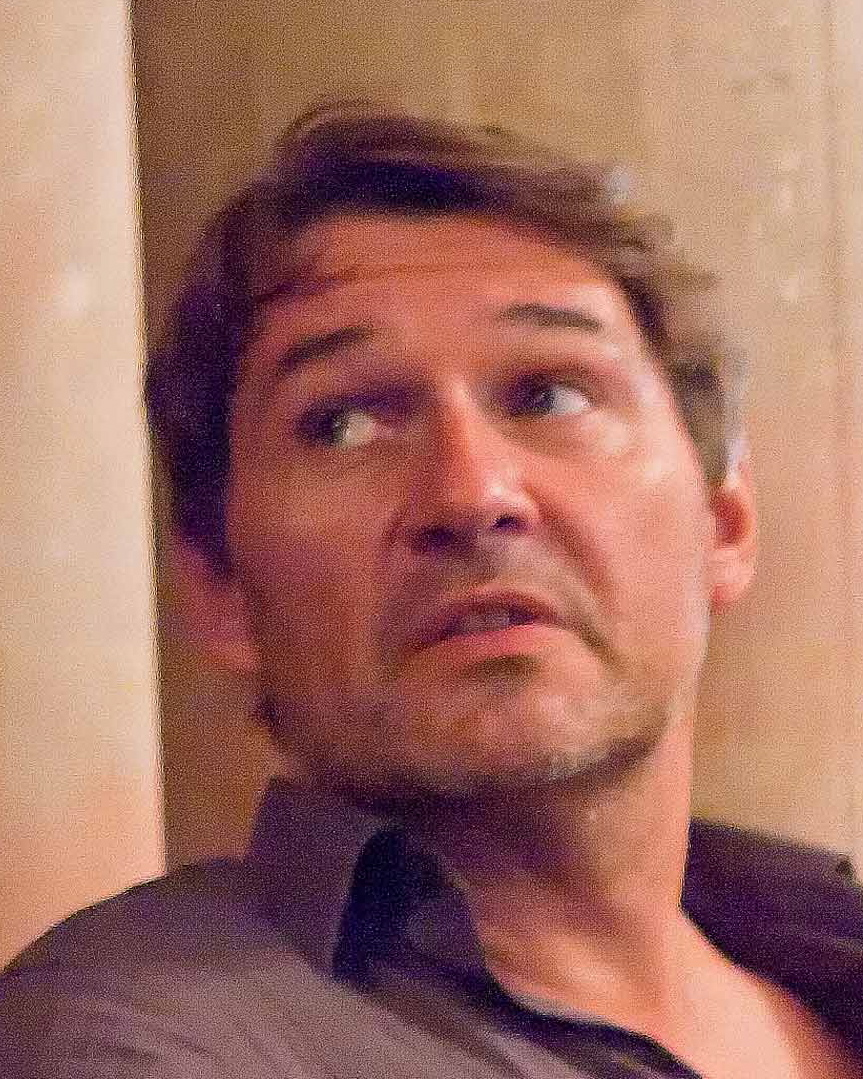
Jeremy J. P. Fekete, 2012

Jeremy József Pierre Fekete (* 15. August 1960 in Oberentfelden) ist ein Schweizer Dokumentarfilmer, Autor und Regisseur.

## Leben
Jeremy J.P. Fekete studierte von 1979 bis 1981 am Istituto per l’arte e il restauro, Palazzo Spinelli in Florenz (Italien) Kunstgeschichte und Restaurator für Gemälde auf Leinwand und Holz. 1984 bis 1986 folgte sein Studium der modernen Bildhauerei und Malerei an der Hochschule für Gestaltung und Kunst Luzern sowie 1987 bis 1989 an der Schule für Gestaltung Basel als Schüler von Bildhauer Johannes Burla. Von 1984 bis 1996 nahm er an Gruppen- und Einzelausstellungen teil, u. a. Art Basel, Kunstmuseum Luzern, Aargauer Kunsthaus und Kunsthalle Basel. Er gründete 1990 zusammen mit den Schweizer Künstlern Heinrich Lüber und Philippe Cuny die Kunstfirma Protoplast.
Seit 1994 arbeitet Fekete als freier Autor und Regisseur. Es entstanden u. a. Musik- und Werbevideos für die Musiksender VIVA und MTV, Beiträge für das Kulturmagazin Polylux mit Tita von Hardenberg, Kunst- und Kulturdokumentationen für Arte, Unterhaltungssendungen, Dokumentationen, Features und Biografien für die ARD und das ZDF. Für die von ihm mitentwickelte ZDF-Reihe Idole erstellte er ein Porträt über die Schauspielerin Romy Schneider, bei dem nicht die Schlagzeilen, sondern die Freundschaft zwischen zwei Frauen im Fokus stand. Für das Sendejahr 2013 schuf er Idee, Entwicklung, Konzeption und Umsetzung der Reihe Schlösserwelten Europas / L’Europe en châteaux / Castles and Palaces of Europe für Arte.
Feketes Produktionen werden seit 2005 regelmäßig auf internationalen TV und Film Festivals nominiert und ausgezeichnet. 2009 gewann er mit Im Bann des Augenblicks – Der Fotograf Robert Lebeck die Bronzene World Medal beim New York Festival 2009 in der Sparte „Documentaries“ und wurde nominiert bei den 49. Rose d’Or 2009 in der Kategorie: Arts Documentary, 2014 die Silver World Medal bei den international Television & Film Awards beim New York Festivals mit der Reihe Schlösserwelten Europas in der Kategorie: Documentaries – Cultural Issues, 2016 für die Arte–Entdeckung Reihe Europas legendäre Strassen – auf den Spuren der Römer die Bronze World Medal bei den New York Festivals International Television & Film Awards und beim 49th Worldfest Houston International Film Festival den Platinum Remi Award. 2016 wurde die von ihm mitentwickelte und gestaltete Serie Tankstellen des Glücks nominiert für den 53. Grimme-Preis in der Kategorie: Unterhaltung. 2019 gewann er mit seiner Arte-Reihe Bahnhofskathedralen – Europas Reise-Paläste u. a. bei den Gold Movie Awards in London den Goddess NIKE Award als beste Dokumentation des Jahres 2018 sowie die Gold World Medal bei den New York Festivals 2019 in den USA. Am 5. August 2021 kam sein in den USA prämierter Dokumentarfilm Look Me Over – Liberace in die deutschen Kinos.
Fekete ist Jurymitglied bei den Cannes Corporate Media & TV Awards (2015, 2016, 2017, 2018) in Frankreich sowie seit 2015 Grand Jury Member bei den New York Festivals Television & Film Awards in Las Vegas, USA.

## Filmografie (Auswahl arte ZDF ARD)
- 1995: A Tribute to Blade Runner (Musicvideoclip Cosmic Baby)
- 1998: Kreuzfahrt Berlin – Geschichten zwischen Spree und Landwehrkanal (3-teilige Reihe)
- 1999: Eine Stadt zeigt Flagge – Theater der Welt in Berlin, RBB/ARTE
- 2001: Kreuzfahrt Berlin, eine Schiffsreise durch die Hauptstadt
- 2002: Mythos Marilyn, Männertraum aus Übersee
- 2003: Les Misérables – Ein Musical für Berlin / Das Theater des Westens im neuen Rhythmus, RBB
- 2003: Berliner, Filmstar, Weltenbummler – Hardy Krüger
- 2003: Ein Gesicht mit Charakter – Hellmut Lange
- 2003: John F. Kennedy in Berlin – 21. März 1963 (4-teilige Reihe)
- 2004: Idole – Romy Schneider, ZDF
- 2005: Bahnhof Zoo – Tor zum Westen, RBB
- 2005: Die Potsdamer Schlösser – Hinter den Kulissen von Sanssouci
- 2005: Bauen auf Vergangenheit. Ieoh Ming Pei und das Königliche Zeughaus, RBB/ARTE
- 2007: Im Bann des Augenblicks – Der Fotograf Robert Lebeck, RBB/ARTE
- 2009: Geschichten aus Pankow, RBB
- 2011: Das Spiel mit der Erinnerung – Die Bilderwelt des Thomas Demand, RB/ARTE
- 2012: Ich – Udo...staring Udo Kier a western road movie, RB/ARTE
- 2012–2013: Schlösserwelten Europas (5-teilige ZDF/ARTE Reihe, mit Gero von Boehm)
- 2014–2015: Europas legendäre Strassen – auf den Spuren der Römer (5-teilige ARTE G.E.I.E. Reihe)
- 2016: Tankstellen des Glücks (10-teilige ZDF/ARTE Reihe, mit Friedrich Liechtenstein)
- 2016: Tankstellen des Glücks – der Film (mit Friedrich Liechtenstein), ZDF/ARTE
- 2017–2018: Bahnhofskathedralen – Europas Reise-Paläste (5-teilige ARTE G.E.I.E. Reihe)
- 2019–2020: Look Me Over – Liberace, Kino-Dokumentarfilm, RB/ARTE
- 2021–2022: Raue Welten - Wilde Schönheiten...Die Balkanhalbinsel (6-teilige ZDF/ARTE Reihe)

## Auszeichnungen/Nominierungen

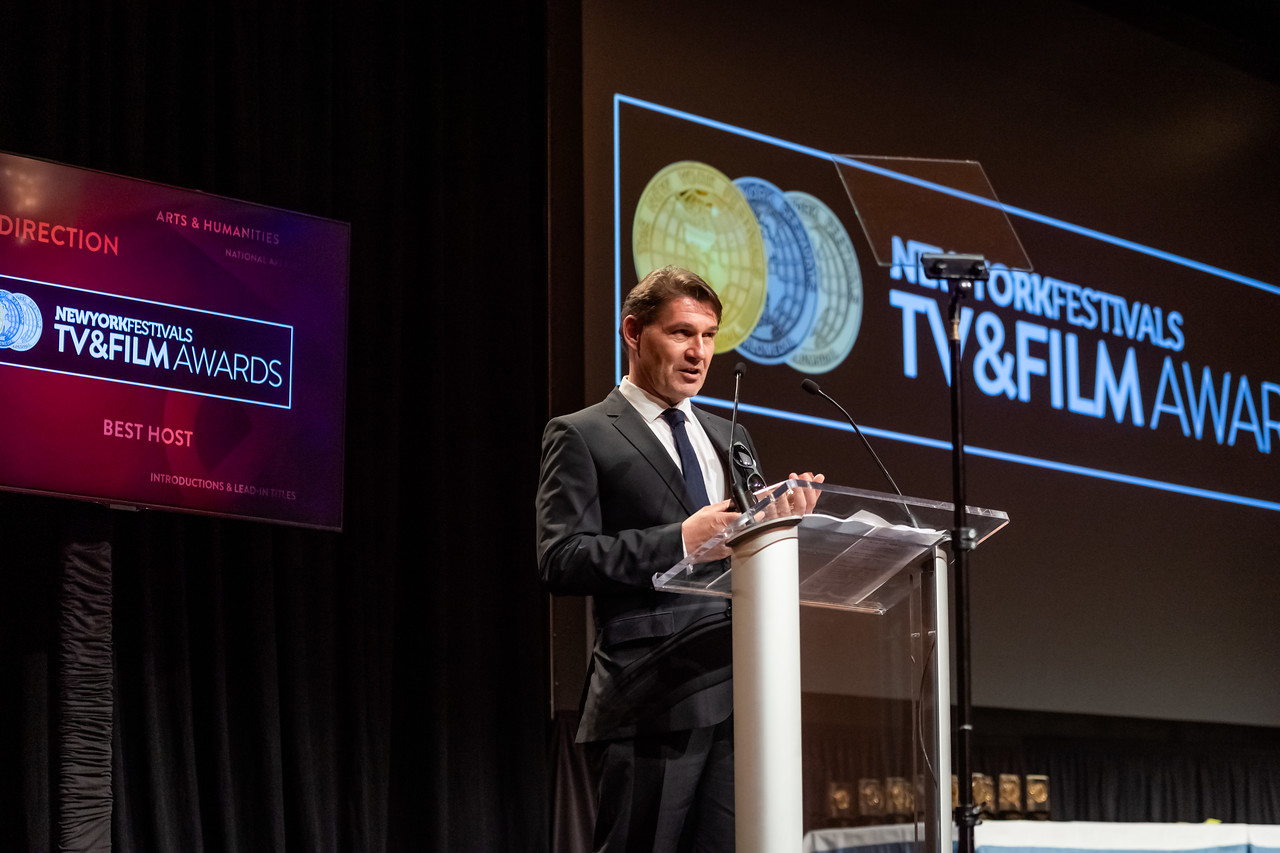
Grand Jury member Jeremy JP Fekete at the New York Festivals Gala in Las Vegas 2019

- 1995: Finalist, Art Directors Club, ADC Deutschland, Kategorie Werbefilm
- 2006: Finalist, Milano Art Doc Festival, Italien, Kategorie Architektur
- 2008: Finalist, Asolo Art Film Festival, Italien, Kategorie Arte
- 2008: Finalist, Milano Art Doc Festival, Italien, Kategorie Arte
- 2009: Gewonnen, Bronze World Medal, New York Festivals TV & Film Awards, USA[3][6]
- 2009: Finalist, Rose d’Or, Schweiz, Kategorie Artdoku
- 2011: Finalist, 21. deutscher Kamerapreis, Deutschland, Kategorie Schnitt
- 2013: Finalist, New York Festivals TV & Film Awards, USA[7]
- 2014: Gewonnen, Silver World Medal, New York Festivals TV & Film Awards, USA[8]
- 2015: Gewonnen, Best International Documentary Award, VIII ART&TUR – International Tourism Film, Portugal[9]
- 2015: Gewonnen, 1. Prize Cultural Tourism, VIII ART&TUR – International Tourism Film, Portugal[9]
- 2016: Gewonnen, Bronze World Medal, New York Festivals TV & Film Awards, USA[10]
- 2016: Nominierung, Reykjavík international Film Festival Island, Island
- 2016: Nominierung, Fernsehpreis DAFF – Deutsche Akademie für Fernsehen, Deutschland
- 2016: Gewonnen, Platinum Remi Award, 49th Worldfest Houston International Film Awards, USA[11]
- 2016: Gewonnen, Best Cultural Heritage Documentary Award, IX ART&TUR – International Tourism Film, Portugal
- 2017: Finalist, Best Director of a short Documentary, The international Filmmaker Festival of World Cinema, London
- 2017: Finalist, Best cinematographie in a Documentary, The international Filmmaker Festival of World Cinema, London
- 2017: Finalist, 53.Grimme-Preis, Kategorie Unterhaltung, Deutschland
- 2017: Finalist, Best Director of a short Documentary, The international Filmmaker Festival of World Cinema, Nizza
- 2017: Finalist, Best editing in a Documentary, The international Filmmaker Festival of World Cinema, Nizza
- 2017: Gewonnen, Filmmaker Award, Best short Documentary, The International Filmmaker Festival of World Cinema 2017, Nizza
- 2018: Gewonnen, Monthly Edition, Best Documentary of September 2018, Gold Movie Awards, London
- 2018: Gewonnen, Monthly Edition, Best Director of September 2018, Gold Movie Awards, London
- 2019: Gewonnen, Annual Award „Goddess NIKE“, Best Documentary of the Year 2018, Gold Movie Awards, London
- 2019: Gewonnen, „Hollywood International Independent Documentary Awards“, Best cultural feature 2019, Los Angeles
- 2019: Gewonnen, „Hollywood International Independent Documentary Awards“, Best Director 2019, Los Angeles
- 2019: Gewonnen, Gold World Medal, New York Festivals TV & Film Awards, USA
- 2019: Gewonnen, Jury Special Award, 52nd Worldfest Houston International Film Awards, USA
- 2020: Gewonnen, Silver Remi Award, 53rd Worldfest Houston International Film Awards, USA
- 2021: Gewonnen, „Award of Excellence“ Monthly Edition - Best Documentary Feature, Vegas Movie Awards, USA
- 2021: Gewonnen, „Award of Excellence“ Monthly Edition - Best Costume Design, Vegas Movie Awards, USA
- 2021: Gewonnen, Bronze World Medal, New York Festivals TV & Film Awards, USA
- 2022: Official Selection, 13. Green Screen - International Wildlife Filmfestival Eckernförde, Germany

## Aufführungen und Ausstellungen
- 2005–2008: Deutsches Historisches Museum, Berlin,[12] “Bauen auf Vergangenheit” Ieoh Ming Pei und das Königliche Zeughaus
- 2007: Guggenheim Museum, Bilbao,[13][14] Architekturfilm-Ausstellung, “Bauen auf Vergangenheit” Ieoh Ming Pei und das Königliche Zeughaus
- 2008/09: Martin-Gropius-Bau, Berlin,[15] „Im Bann des Augenblicks“ – Der Fotograf Robert Lebeck"
- 2010: Focke-Museum, Bremen,[16] „Im Bann des Augenblicks“ – Der Fotograf Robert Lebeck"
- 2011: Bayer Kulturhaus, Leverkusen,[17] „Im Bann des Augenblicks“ – Der Fotograf Robert Lebeck"
- 2014: German Film Festival, Portland,[18] „Im Bann des Augenblicks“ – Der Fotograf Robert Lebeck" und „ICH-UDO...der Schauspieler Udo Kier“
- 2015: Filmhauskino Köln, Köln,[19] „Ich-Udo … der Schauspieler Udo Kier“
- 2016: Willy-Brandt-Haus, Berlin, „Im Bann des Augenblicks-der Fotograf Robert Lebeck“
- 2017: Kinofest Seattle, „the Documentaries of Jeremy JP Fekete“[20]
- 2020: Institut Français in Florenz, „Stazioni Europee – I Templi del Viaggio“[21]